# N6 (Burkina Faso)
Die N6 ist eine Fernstraße in Burkina Faso. Die Straße führt von Fada N’Gourma bis zur Grenze mit Niger. Die Fernstraße ist 170 Kilometer lang.
Sie ist eine Fortsetzung der N4, die die Hauptstadt Ouagadougou mit Fada N’Gourma verbindet. Die Straße verläuft an der Savanne vorbei und der einzig größere Ort an der Strecke ist Kantchari. In Kantchari wird die N19 überquert. Die Fernstraße ist durchgehend asphaltiert und verläuft auf der nigrischen Seite weiter nach Niamey.
Die N6 ist eine der längeren Straßen in Burkina Faso. Ursprünglich wurde die Bezeichnung N6 an die Strecke Ouagadougou nach Léo vergeben, ehe diese neu nummeriert wurde und seither die N20 ist.